# Igrzyska Panamerykańskie 1987
X Igrzyska Panamerykańskie odbyły się w Indianapolis we wschodniej części USA w dniach 7–23 sierpnia 1987 r. W zawodach udział wzięło 4453 sportowców z 38 państw. Sportowcy rywalizowali w 297 konkurencjach w 30 sportach. Najwięcej medali zdobyli reprezentanci gospodarzy – 370. 

## Państwa uczestniczące w igrzyskach
| - Argentyna - Antigua i Barbuda - Antyle Holenderskie - Aruba - Bahamy - Barbados - Belize - Bermudy - Boliwia - Brazylia - Brytyjskie Wyspy Dziewicze - Chile - Dominikana | - Ekwador - Grenada - Gujana - Gwatemala - Haiti - Honduras - Jamajka - Kajmany - Kanada - Kolumbia - Kostaryka - Kuba - Meksyk | - Nikaragua - Panama - Paragwaj - Peru - Portoryko - Salwador - Stany Zjednoczone - Surinam - Trynidad i Tobago - Urugwaj - Wenezuela - Wyspy Dziewicze Stanów Zjednoczonych |

## Dyscypliny i rezultaty
| - Baseball (szczegóły) - Boks (szczegóły) - Gimnastyka (szczegóły) - Hokej na trawie (szczegóły) - Jeździectwo (szczegóły) - Judo (szczegóły) - Kajakarstwo (szczegóły) - Kolarstwo (szczegóły) - Koszykówka (szczegóły) - Lekkoatletyka (szczegóły) - Łucznictwo (szczegóły) - Pięciobój nowoczesny (szczegóły) - Piłka nożna (szczegóły) - Piłka ręczna (szczegóły) - Piłka siatkowa (szczegóły) | - Piłka wodna (szczegóły) - Pływanie (szczegóły) - Pływanie synchroniczne (szczegóły) - Podnoszenie ciężarów (szczegóły) - Skoki do wody (szczegóły) - Softball (szczegóły) - Strzelectwo (szczegóły) - Szermierka (szczegóły) - Taekwondo (szczegóły) - Tenis ziemny (szczegóły) - Tenis stołowy (szczegóły) - Wioślarstwo (szczegóły) - Wrotkarstwo (szczegóły) - Zapasy (szczegóły) - Żeglarstwo (szczegóły) |

## Tabela medalowa
| Miejsce | Kraj                                 | Złoto | Srebro | Brąz | Razem |
| 1       | Stany Zjednoczone                    | 169   | 120    | 81   | 370   |
| 2       | Kuba                                 | 75    | 52     | 48   | 175   |
| 3       | Kanada                               | 30    | 56     | 75   | 161   |
| 4       | Brazylia                             | 14    | 14     | 33   | 61    |
| 5       | Argentyna                            | 12    | 14     | 22   | 48    |
| 6       | Meksyk                               | 9     | 10     | 18   | 37    |
| 7       | Wenezuela                            | 3     | 12     | 12   | 27    |
| 8       | Kolumbia                             | 3     | 8      | 13   | 24    |
| 9       | Portoryko                            | 3     | 6      | 20   | 29    |
| 10      | Kostaryka                            | 3     | 4      | 6    | 13    |
| 11      | Jamajka                              | 2     | 3      | 8    | 13    |
| 12      | Urugwaj                              | 2     | 2      | 2    | 6     |
| 13      | Chile                                | 1     | 2      | 4    | 6     |
| 14      | Surinam                              | 1     | 0      | 1    | 2     |
| 15      | Peru                                 | 0     | 4      | 3    | 7     |
| 16      | Dominikana                           | 0     | 3      | 9    | 12    |
| 17      | Panama                               | 0     | 3      | 1    | 4     |
| 18      | Bahamy                               | 0     | 2      | 3    | 5     |
| 19      | Ekwador                              | 0     | 2      | 5    | 6     |
| 20      | Wyspy Dziewicze Stanów Zjednoczonych | 0     | 1      | 1    | 2     |